# Mark Schwahn

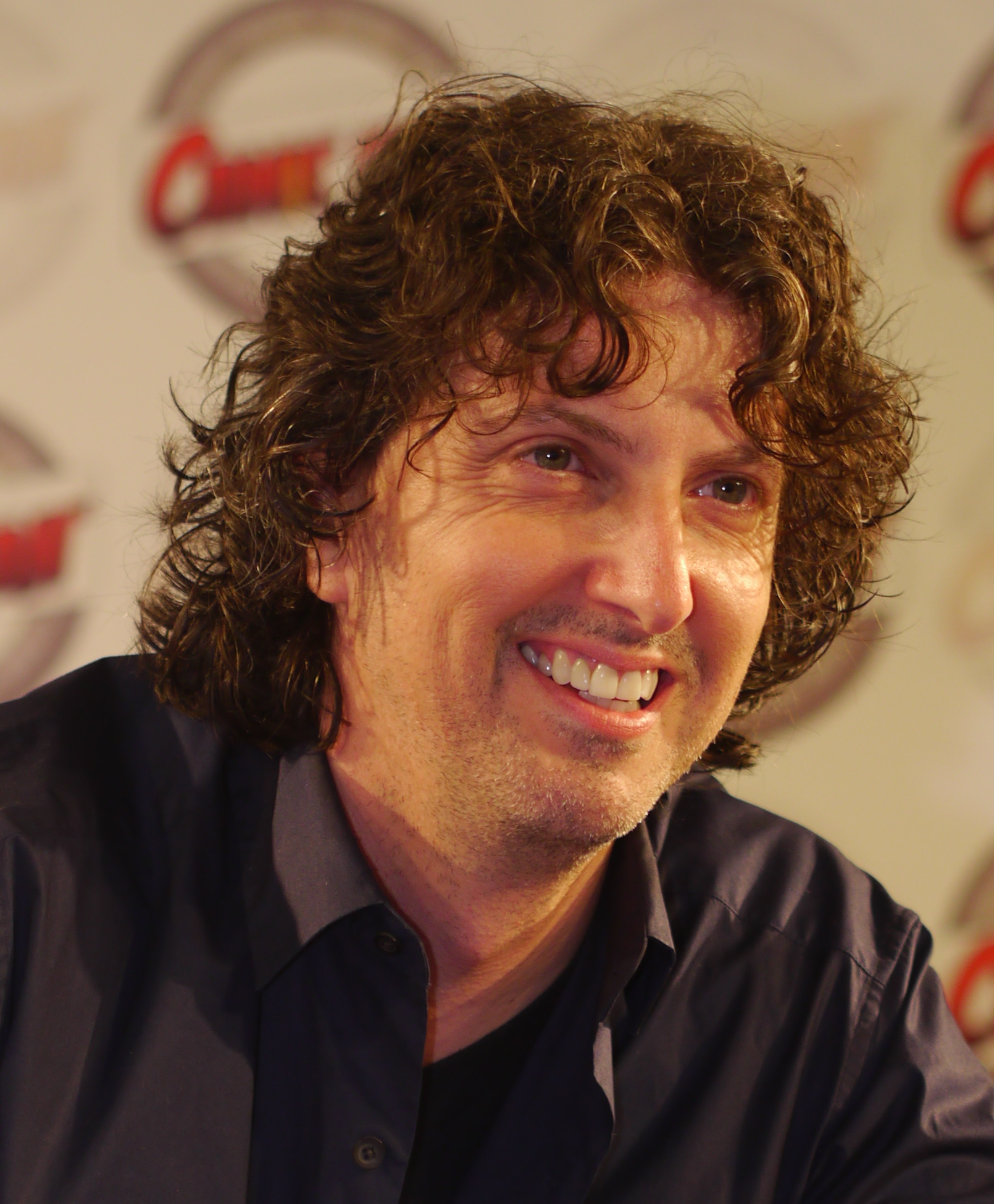
Mark Schwahn (2012)

Mark Schwahn (* 5. Juli 1966) ist ein US-amerikanischer Drehbuchautor und Fernsehregisseur.

## Leben
Schwahn wuchs in Pontiac, Illinois auf und besuchte die Filmschule der University of Maryland.
Bekannt wurde Schwahn durch seine Arbeit als Executive Producer und Drehbuchautor der Fernsehserie One Tree Hill. Neben der Arbeit an der Serie schrieb er die Drehbücher zu den Filmen Coach Carter, Voll gepunktet, Hoffnungslos verliebt und 35 Miles from Normal. 2015 entwickelte er die Fernsehserie The Royals, an der er auch als Regisseur beteiligt ist. 
Aufgrund von Vorwürfen der sexuellen Belästigung an mehreren Schauspielerinnen und Mitarbeiterinnen der Serie The Royals wurde er nach Ende der Dreharbeiten zur 4. Staffel entlassen. Aufgrund dessen gab es bisher keine Bestätigung darüber, ob es eine weitere 5. Staffel geben wird.